# گمینا نگدژویتسا دوژا
گمینا نگدژویتسا دوژا (به لهستانی:  Gmina Niedrzwica Duża) یک گمینا در لهستان است که در شهرستان لوبلین واقع شده‌است. گمینا نگدژویتسا دوژا ۱۰۶٫۸۲ کیلومتر مربع مساحت و ۱۱٬۶۳۱ نفر جمعیت دارد.